# Тараклія (Садик)
Тараклія (рум. Taraclia) — село в Кантемірському районі Молдови. Входить до складу комуни, адміністративним центром якої є село Садик.